# Azoia de Baixo
Nota linguística: Com a entrada em vigor do Novo Acordo Ortográfico este topónimo passará a ser grafado Azoia de Baixo.
Azóia de Baixo é uma povoação portuguesa do Município de Santarém que foi sede da extinta Freguesia de Azóia de Baixo, freguesia que tinha 4,45 km² de área e 297 habitantes (2011), e, por isso, uma densidade populacional de 66,7 hab/km².
A Freguesia de Azóia de Baixo foi extinta e agregada às freguesias de Achete e de Póvoa de Santarém, criando a União das freguesias de Achete, Azoia de Baixo e Póvoa de Santarém. 

## População
| População da freguesia de Azoia de Baixo | População da freguesia de Azoia de Baixo | População da freguesia de Azoia de Baixo | População da freguesia de Azoia de Baixo | População da freguesia de Azoia de Baixo | População da freguesia de Azoia de Baixo | População da freguesia de Azoia de Baixo | População da freguesia de Azoia de Baixo | População da freguesia de Azoia de Baixo | População da freguesia de Azoia de Baixo | População da freguesia de Azoia de Baixo | População da freguesia de Azoia de Baixo | População da freguesia de Azoia de Baixo | População da freguesia de Azoia de Baixo | População da freguesia de Azoia de Baixo |
| ---------------------------------------- | ---------------------------------------- | ---------------------------------------- | ---------------------------------------- | ---------------------------------------- | ---------------------------------------- | ---------------------------------------- | ---------------------------------------- | ---------------------------------------- | ---------------------------------------- | ---------------------------------------- | ---------------------------------------- | ---------------------------------------- | ---------------------------------------- | ---------------------------------------- |
| 1864                                     | 1878                                     | 1890                                     | 1900                                     | 1911                                     | 1920                                     | 1930                                     | 1940                                     | 1950                                     | 1960                                     | 1970                                     | 1981                                     | 1991                                     | 2001                                     | 2011                                     |
| 386                                      | 443                                      | 477                                      | 458                                      | 457                                      | 417                                      | 377                                      | 388                                      | 342                                      | 335                                      | 303                                      | 226                                      | 240                                      | 278                                      | 297                                      |

| Distribuição da População por Grupos Etários | Distribuição da População por Grupos Etários | Distribuição da População por Grupos Etários | Distribuição da População por Grupos Etários | Distribuição da População por Grupos Etários | Distribuição da População por Grupos Etários | Distribuição da População por Grupos Etários | Distribuição da População por Grupos Etários | Distribuição da População por Grupos Etários | Distribuição da População por Grupos Etários |
| -------------------------------------------- | -------------------------------------------- | -------------------------------------------- | -------------------------------------------- | -------------------------------------------- | -------------------------------------------- | -------------------------------------------- | -------------------------------------------- | -------------------------------------------- | -------------------------------------------- |
| Ano                                          | 0-14 Anos                                    | 15-24 Anos                                   | 25-64 Anos                                   | > 65 Anos                                    |                                              | 0-14 Anos                                    | 15-24 Anos                                   | 25-64 Anos                                   | > 65 Anos                                    |
| 2001                                         | 32                                           | 20                                           | 107                                          | 119                                          |                                              | 11,5%                                        | 7,2%                                         | 38,5%                                        | 42,8%                                        |
| 2011                                         | 53                                           | 13                                           | 121                                          | 110                                          |                                              | 17,8%                                        | 4,4%                                         | 40,7%                                        | 37,0%                                        |

1. ↑  Helena Figueira. «Castanheira de Pêra e outros topónimos depois do Acordo Ortográfico». FLiP
2. ↑  Instituto Nacional de Estatística (Recenseamentos Gerais da População) - https://www.ine.pt/xportal/xmain?xpid=INE&xpgid=ine_publicacoes